# Melania
Melania – imię żeńskie pochodzenia greckiego. Wywodzi się od gr. μέλας, znaczącego „czarna”.
Melania imieniny obchodzi 13 stycznia i 31 grudnia, a patronką jest m.in. św. Melania Młodsza.
Żeński odpowiednik imienia Melaniusz.

## Imienniczki
- Mel Brown – piosenkarka, jedna z wokalistek byłego zespołu Spice Girls.
- Melania Calvat – francuska zakonnica, świadek objawienia Matki Bożej z La Salette.
- św. Melania Młodsza – chrześcijańska ascetka z V wieku.
- Melania Starsza – chrześcijańska ascetka z IV wieku.
- Melania Trump – słoweńska modelka, pierwsza dama USA jako żona Donalda Trumpa.
- Melanie Chisholm – piosenkarka, jedna z wokalistek byłego zespołu Spice Girls.
- Melanie Chartoff – amerykańska aktorka.
- Melanie Fiona – kanadyjska piosenkarka
- Melania Fogelbaum – polska poetka i malarka żydowskiego pochodzenia
- Melanie Fronckowiak – brazylijska aktorka polskiego pochodzenia.
- Melanie Griffith – amerykańska aktorka.
- Melanie Lynskey – nowozelandzka aktorka.
- Melanie Martinez – amerykańska piosenkarka, autorka tekstów, reżyserka teledysków oraz fotografka.
- Mélanie Meillard – szwajcarska narciarka alpejska.
- Melanie Münch – niemiecka wokalistka Groove Coverage.
- Melanie Robillard – niemiecka curlerka, mistrzyni świata z 2010.
- Melanie Thornton – amerykańska piosenkarka, dawniej w zespole La Bouche.

### Postacie literackie
- Melania Borejko – postać z cyklu powieści Małgorzaty Musierowicz pt. Jeżycjada, np. Kalamburka.
- Melanie Hamilton – postać z powieści Margaret Mitchell Przeminęło z wiatrem.
- Melanie Quercus – postać z powieści Kena Folletta pt. Młot Edenu.